# Roystonea oleracea
Roystonea oleracea, és un tipus de palmera de cabdell nativa del Carib, nord d'Amèrica del Sud i Trinitat i Tobago.

## Morfologia
Roystonea oleracea és una gran palmera que arriba a fer 40 m d'alt. Els seus estípits són grisos o gris lanquinosos i tenen un diàmetre d'uns 60 cm. La inflorescència fa 1,4 m de llargada. Els fruits fan de 12 a 18 mm de llarg.
El primer a descriure aquesta espècie va ser Nikolaus von Jacquin el 1763 com Areca oleracea. L'epítet oleracea significa "verdura". El 1838, Carl Friedrich Philipp von Martius el transferí al gènere Oreodoxa com O. oleracea. Berthold Carl Seemann el transferí al gènere Kentia el 1838.</ref [[Liberty Hyde Bailey]] va descriure ''Roystonea venezuelana'' el 1949 basant-se en la col·lecció de [[Julian Alfred Steyermark|Julian Steyermark]]. El 1996 [[Scott Zona]] en la seva monografia del gènere ''Roystonea'', informà que ell era "incapaç de trobar diferències morfològiques o moleculars entre els dos tàxons", i posà ''R. venezuelana'' com a sinònim de ''R. oleracea''.<ref name=Zona/>

## Distribució i ecologia
Roystonea oleracea és nativa de Guadalupe (França), Dominica i Martinica, Barbados, Trinitat i Tobago, nord de Veneçuela i nord-est de Colòmbia. S'ha naturalitat a l'illa d'Antigua, Guyana, Surinam i Guyana francesa. Sovint creix prop de la mar, boscos galeria i sabanes inundades amb estacionalitat.
El fruit de Roystonea oleracea és un component important de la dieta dels lloros amazònics d'ala taronja (Amazona amazonica) i dels macaus a Nariva Swamp, de Trinitat i Tobago.

## Usos
Es fa servir com planta ornamental. La fusta pot servir per a la construcció. El brot terminal és comestible. De la saba se'n pot fer alcohol. En el seu llibre de 1750 Natural History of Barbados Griffith Hughes informa que les inflorescències immadures es poden menjar com a verdura.